# برنامه لنگلندز
در ریاضیات، برنامه لنگلندز شبکه ای از حدس های مؤثر و بلند پروازانه ای در مورد ارتباطات بین نظریه اعداد و هندسه می باشد. این برنامه توسط رابرت لنگلندز (1967, 1970)، پیشنهاد شد که به دنبال ارتباط دادن گروه های گالوا در نظریه جبری اعداد به فرم های اتومورفیک و همچنین ارتباط دادن نظریه نمایش گروه های جبری روی میدان های موضوعی و آدل ها می باشد. این برنامه به عنوان بزرگترین پروژه در تحقیقات ریاضیات نوین دیده شده به گونه ای که ادوارد فرانکل از آن به عنوان "نوعی برنامه عظیم متحد سازی ریاضیات" یاد کرده است.

## پیش زمینه
از نگاهی باز، این برنامه را می توان محصولی از ایده های موجود دید: فلسفه فرم های کاسپی چند سال قبل تر توسط هاریش-چاندرا و گلفاند (1963) در کار و رهیافت هاریش-چاندرا بر روی گروه های نیمه ساده لی، و بر حسب عبارت های فنی در فرمول تریس سلبرگ و دیگران فرموله بندی شده بود.
نکته بسیار جدید کارهای لنگلندز در کنار عمق فنی، ارتباط مستقیمشان با نظریه اعداد به همراه ساختار منظم و غنیشان (که به آن اصطلاحاً خاصیت تابعگونی می گویند) بود. 
به عنوان مثال، در کارهای هاریش-چاندرا می توان این اصل را یافت که اگر بتوان کاری بر روی یک نیم گروه لی یا گروه کاهشی انجام داد را باید بتوان بر روی تمام آن ها نیز تعمیم داد. لذا، زمانی که نقش برخی از گروه های لی بعد پایین چون {\displaystyle GL(2)} در نظریه فرم های مدولار شناخته شد، و با شناختی که از {\displaystyle GL(1)} در نظریه کلاس میدانی از قبل موجود بود، حداقل راه برای فرضیه سازی کلی تر در مورد {\displaystyle GL(n)} وقتی 
{\displaystyle n<2} باز شد. 
ایده فرم کاسپی از دل کاسپ های روی خم های مدولار (پیمانه ای) بیرون آمد، اما در نظریه طیفی معنای "طیف گسسته" را در مقایسه با "طیف پیوسته" از سری‌های آیزنشتاین را می داد. برای گروه های لی بزرگتر این قیاس بسیار فنی تر می شود، چرا که زیرگروه های سهموی تعدد بیشتری دارند.
در تمامی رهیافت های مذکور، کمبودی در روش های فنی وجود نداشت. به گونه ای که این روش های فنی طبیعتی استقرایی داشته و بر اساس تجزیه های لوی (به انگلیسی: Levi decompositions) و دیگر روش ها بنیان نهاده شده بودند، اما این حوزه مطالعاتی آن زمان و هم اکنون نیز بسیار محتاج فنون جدید است.
از جهت فرم های مدولار، مثال هایی چون فرم های مدولار هیلبرت، فرم های مدولار شیگل و سری های تتا از قبل موجود بودند.